# لينكولن كونتينتال
لينكولن كونتينتال هي سيارة عائلية كبيرة من إنتاج شركة لينكولن للسيارات، أنتجت في 1939م وتوقف إنتاجها في 1948م.

## وصلات خارجية
- الموقع الرسمي